# Hainbrunner Tal bei Hirschhorn
Das Hainbrunner Tal bei Hirschhorn ist ein Naturschutzgebiet im Odenwald-Neckartal, in der Stadt Hirschhorn im hessischen Landkreis Bergstraße.

## Lage
Das Naturschutzgebiet Hainbrunner Tal bei Hirschhorn befindet sich im hessischen Finkenbachtal im Naturraum Sandstein-Odenwald. Es verläuft in Nord-Süd-Richtung zwischen dem Stadtteil Unter-Hainbrunn und Hirschhorn. Westlich des Tals befinden sich Wolfsgrund, Stadtwald und Dammberg (428 m), östlich liegen Hämmelsbacher Hof und Herrenrain.
Das Schutzgebiet ist zweigeteilt. Der nördliche Teil umfasst die Finkenbach-Bachaue östlich der Landesstraße 3119, von der Hainbrunner Ortslage bis zur Kreuzung der L 3119 mit der Kreisstraße 35 (nach Langenthal) und der Landesstraße 3410 (nach Kortelshütte). In diesem Gebiet fließen der Hämmelsbach, von Kortelshütte kommend, sowie die untere Hämmelsbach in den Finkenbach; an der Kreuzung mündet der Brombach in den Finkenbach.
Der südliche Teil des Gebietes besteht aus einer Hangfläche westlich der L 3119, rund 500 Meter südlich der Straßenkreuzung; die Fläche endet an der Ortslage von Hirschhorn.
Der Finkenbach mündet in Hirschhorn in den Laxbach, der kurz darauf selbst in den Neckar fließt.
Knapp oberhalb des Naturschutzgebiets endet das FFH-Gebiet Finkenbachtal und Hinterbachtal, das den Oberlauf des Finkenbachs bis Unter-Hainbrunn umfasst.

## Naturschutzgebiet

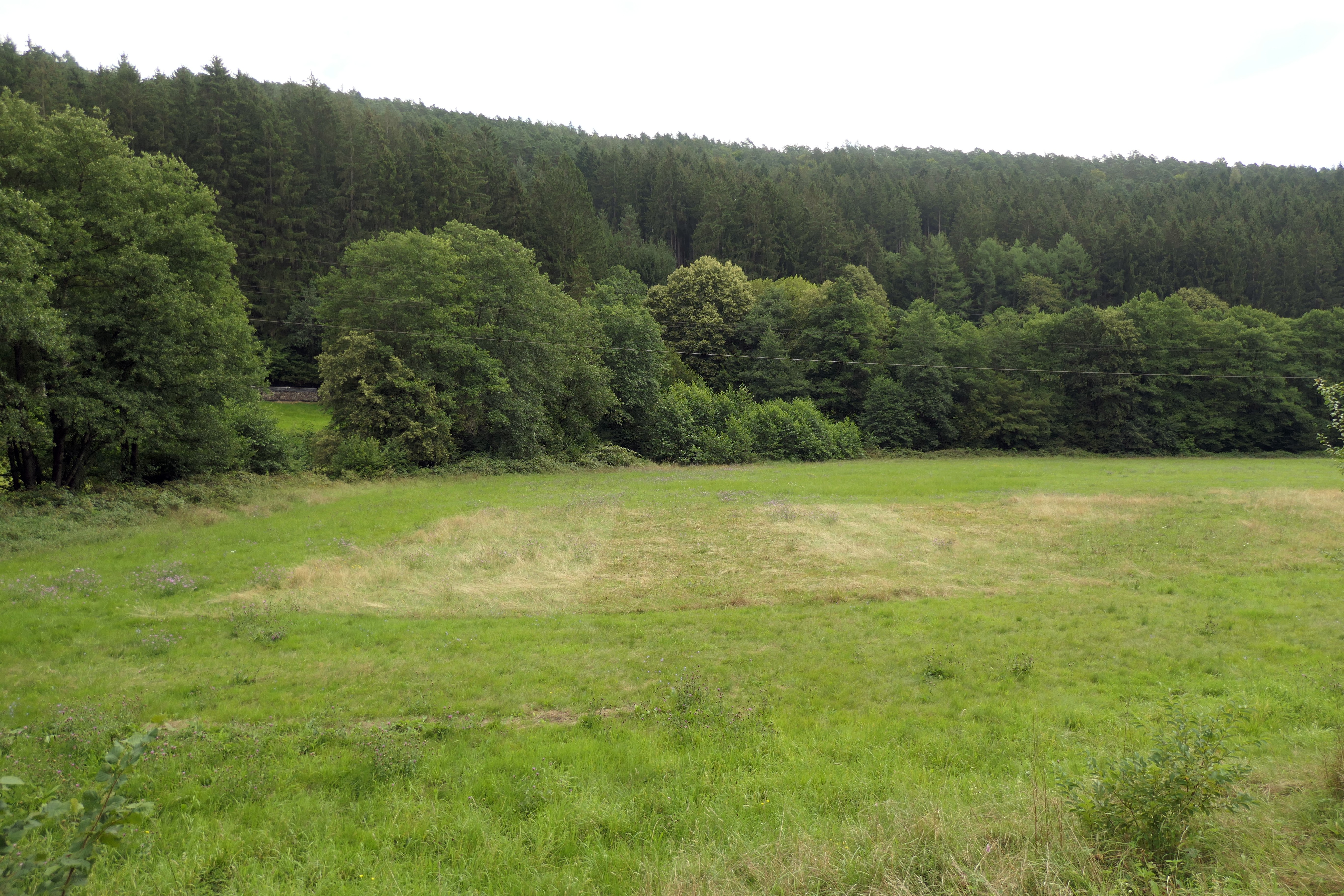
Im Norden des nördlichen Teilgebietes (2023)
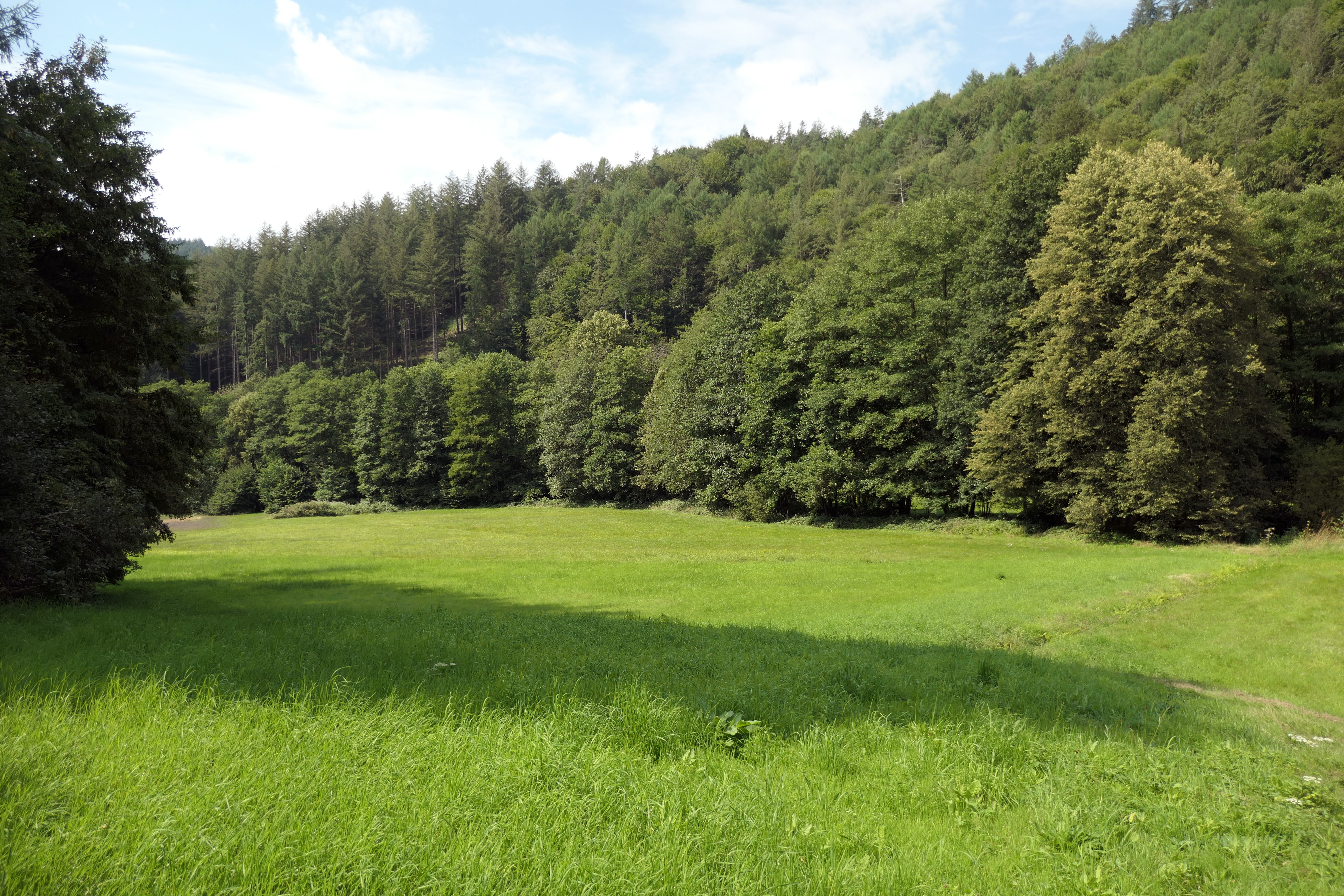
Im Süden des nördlichen Teilgebietes (2023)

Das Hainbrunner Tal bei Hirschhorn mit einer Größe von etwa 30 Hektar wurde 1999 unter Schutz gestellt. Es liegt innerhalb des FFH-Gebiets „Odenwald bei Hirschhorn“. Der Nordteil des Schutzgebiets ist vom naturnahen Bachlauf des Finkenbaches mit Hochstaudenfluren, Großseggenrieden, Feuchtwiesen und Eschen- und Erlenbeständen geprägt. Im Südteil, einer Hangfläche, stockt lückiger Eichen-Hainbuchen- und Erlensumpfwald neben Hochstaudenfluren.
Auf den Wiesenflächen finden sich bei Unter-Hainbrunn und an der Einmündung des Brombachs in den Finkenbach Bestände des streng geschützten Hellen und des Dunklen Wiesenknopf-Ameisenbläulings, auch außerhalb des Schutzgebietes. Beide Schmetterlingsarten leben in enger Symbiose mit dem Großen Wiesenknopf und der Trockenrasen-Knotenameise, ohne die sie ihren Bestand nicht erhalten können.
Das Finkenbachtal ist wie auch seine Nachbartäler ein bevorzugter Lebensraum der vom Aussterben bedrohten Äskulapnatter. Die ungefährliche Schlangenart bildet bei Hirschhorn eine der für Hessen und Deutschland bedeutendsten Populationen. Die Natter bevorzugt feuchtwarme Südhänge mit lockerer Vegetation und Geröll oder Trockenmauern. Außerdem tritt im südlichen Schutzgebiet bis in die Ortslage von Hirschhorn die geschützte, harmlose Schlingnatter auf, die wegen ihrer Rückenzeichnung manchmal mit der Kreuzotter verwechselt wird.
Im Schutzbereich des Finkenbachs kommen mit Bachneunauge und Groppe zwei geschützte Fischarten vor. Der Aal ist im Oberlauf nachgewiesen, der offensichtlich über das Schutzgebiet hindurchwandert.
Das Schutz- und Pflegeziel des Naturschutzgebiets ist eine naturnahe Weiterentwicklung der Waldbestände, die Offenhaltung der Talaue, die Sicherstellung der Grünlandnutzung, die Erhaltung von Trockenmauern und die Gewährleistung allgemeiner Sukzessionsabläufe.

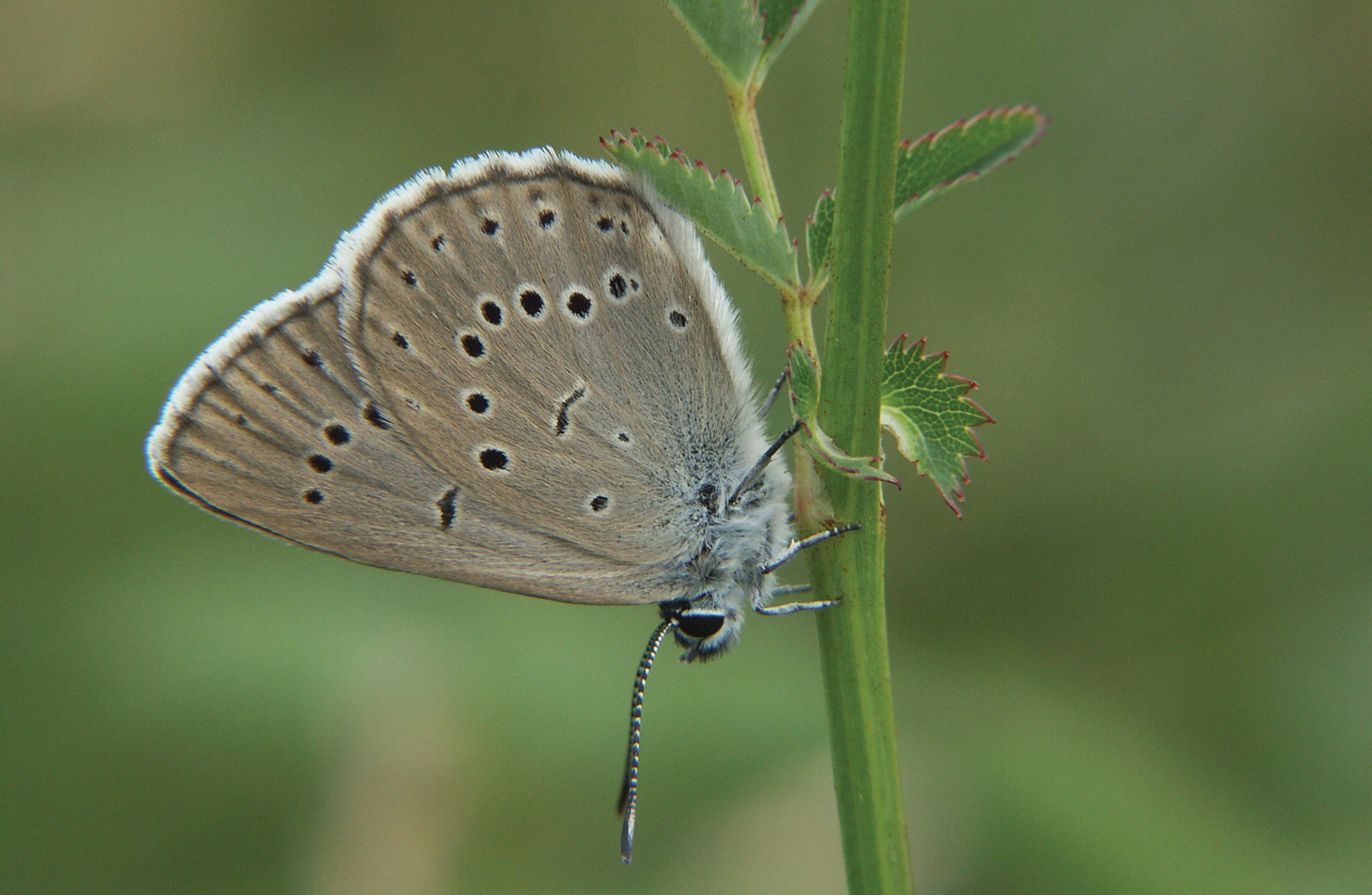
Heller Wiesenknopf-Ameisenbläuling
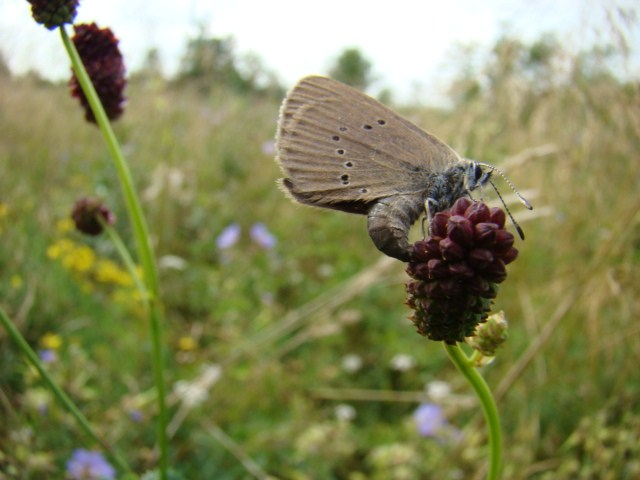
Dunkler Wiesenknopf-Ameisenbläuling bei der Eiablage am großen Wiesenknopf
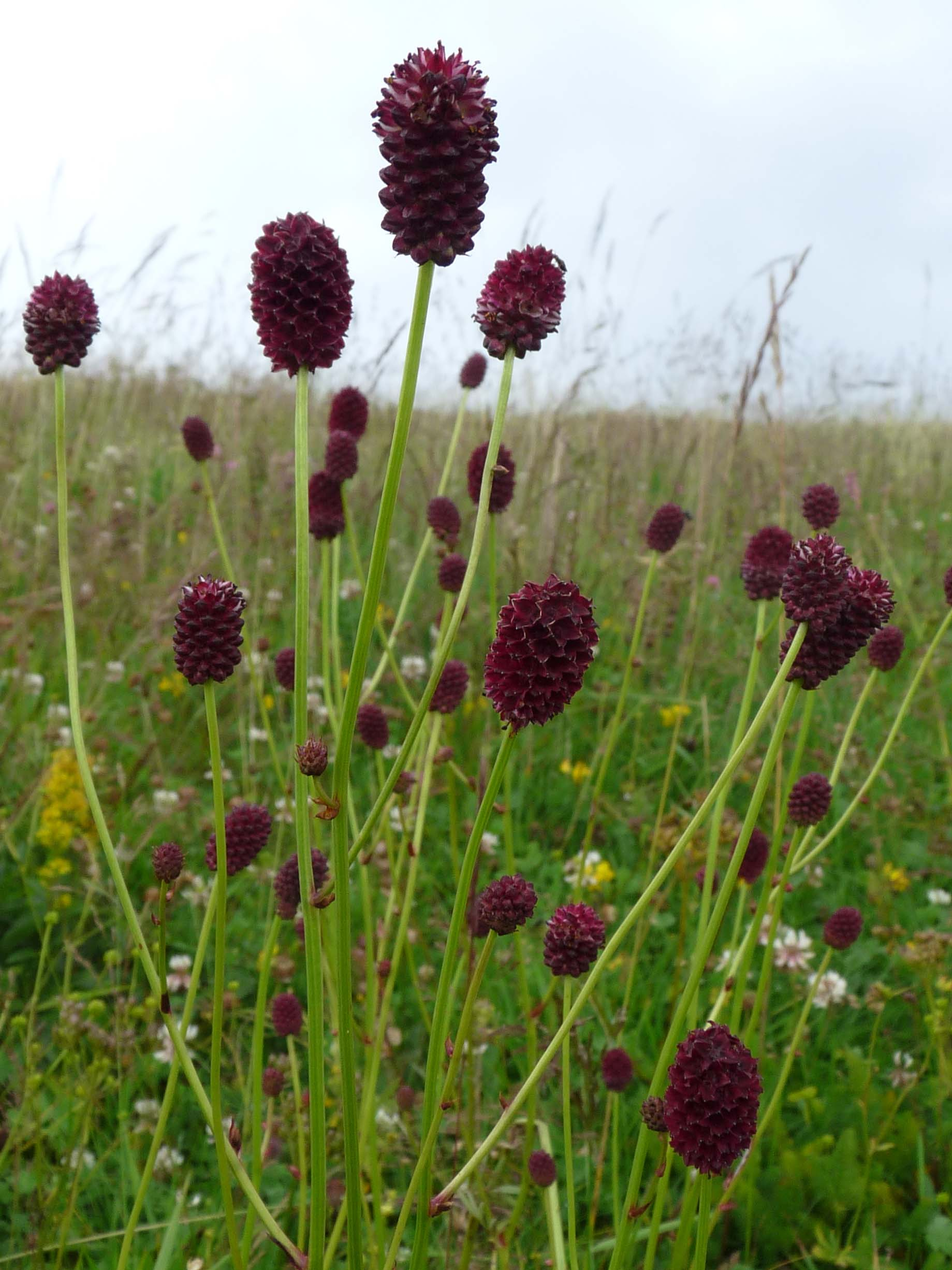
Großer Wiesenknopf (Blutströpfchen)
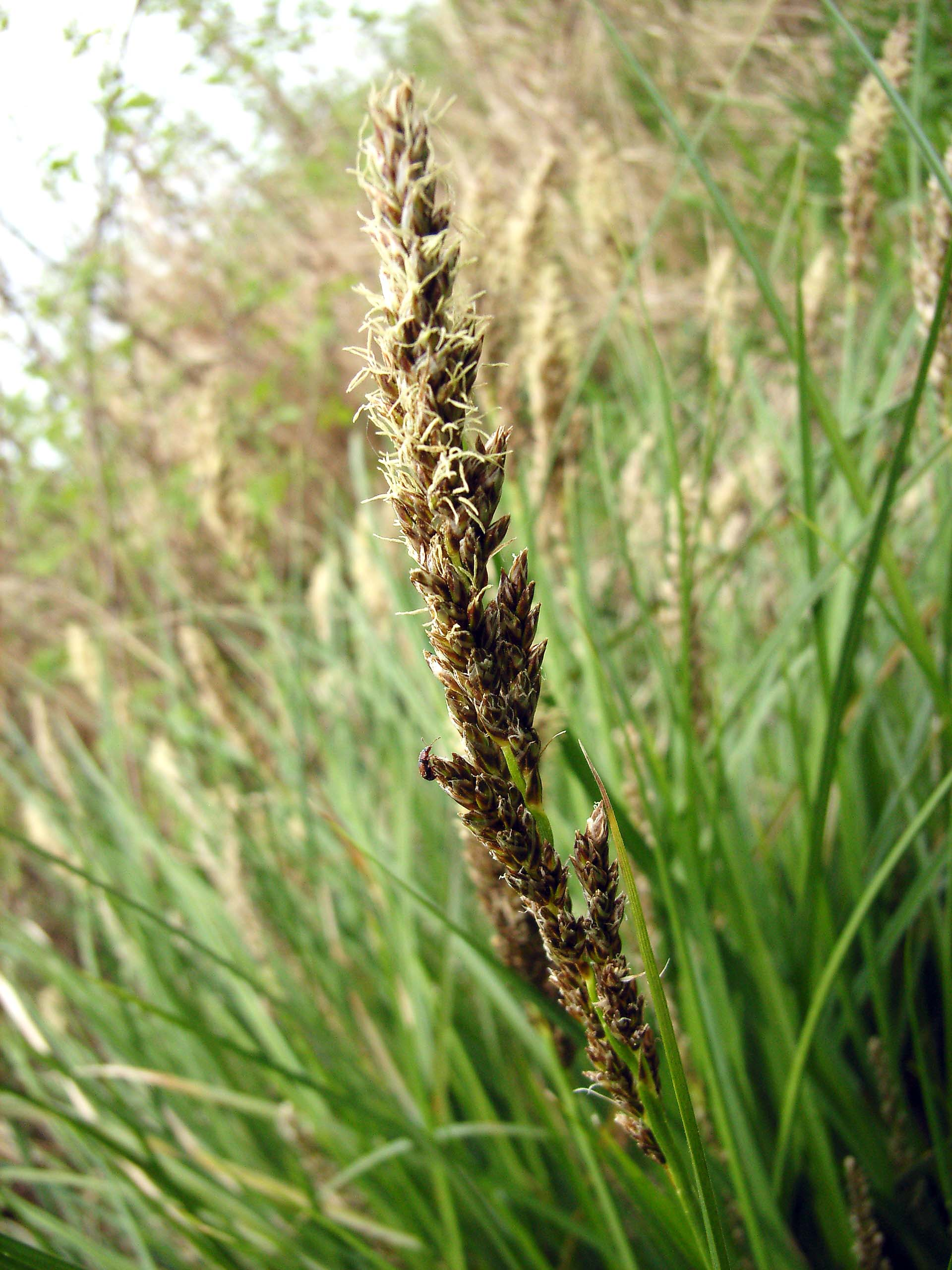
Großsegge
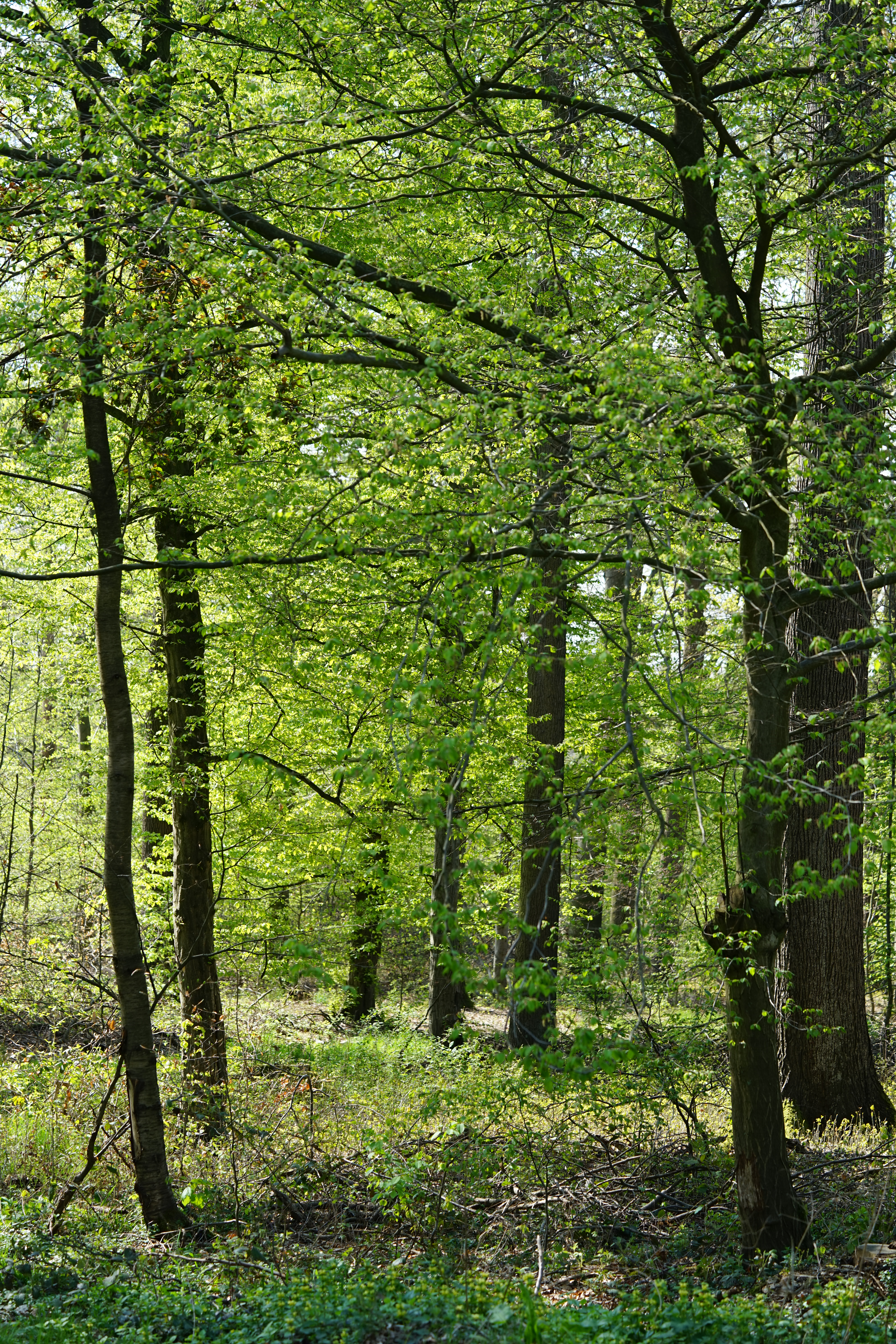
Eichen-Hainbuchenwald
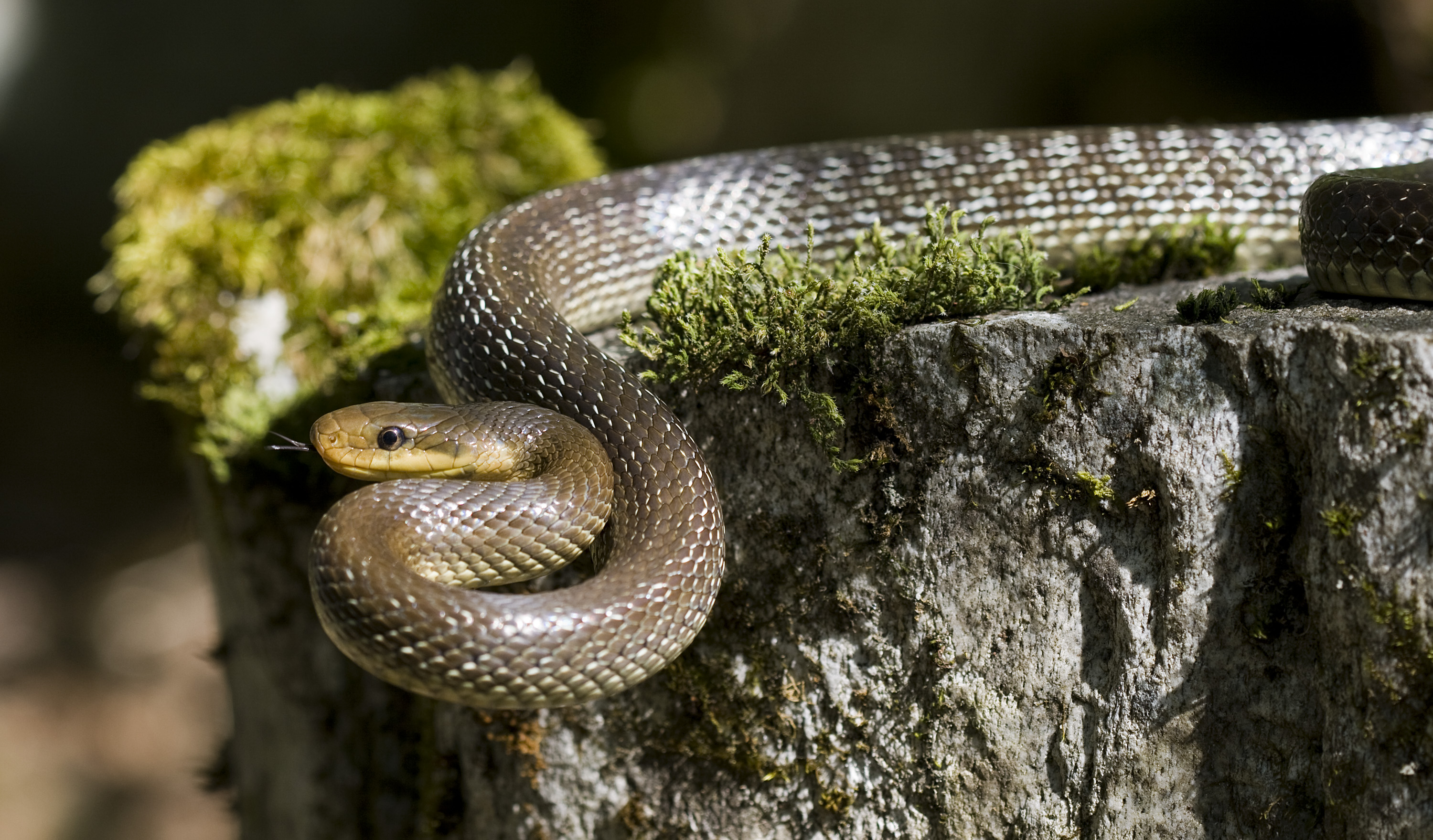
Äskulapnatter
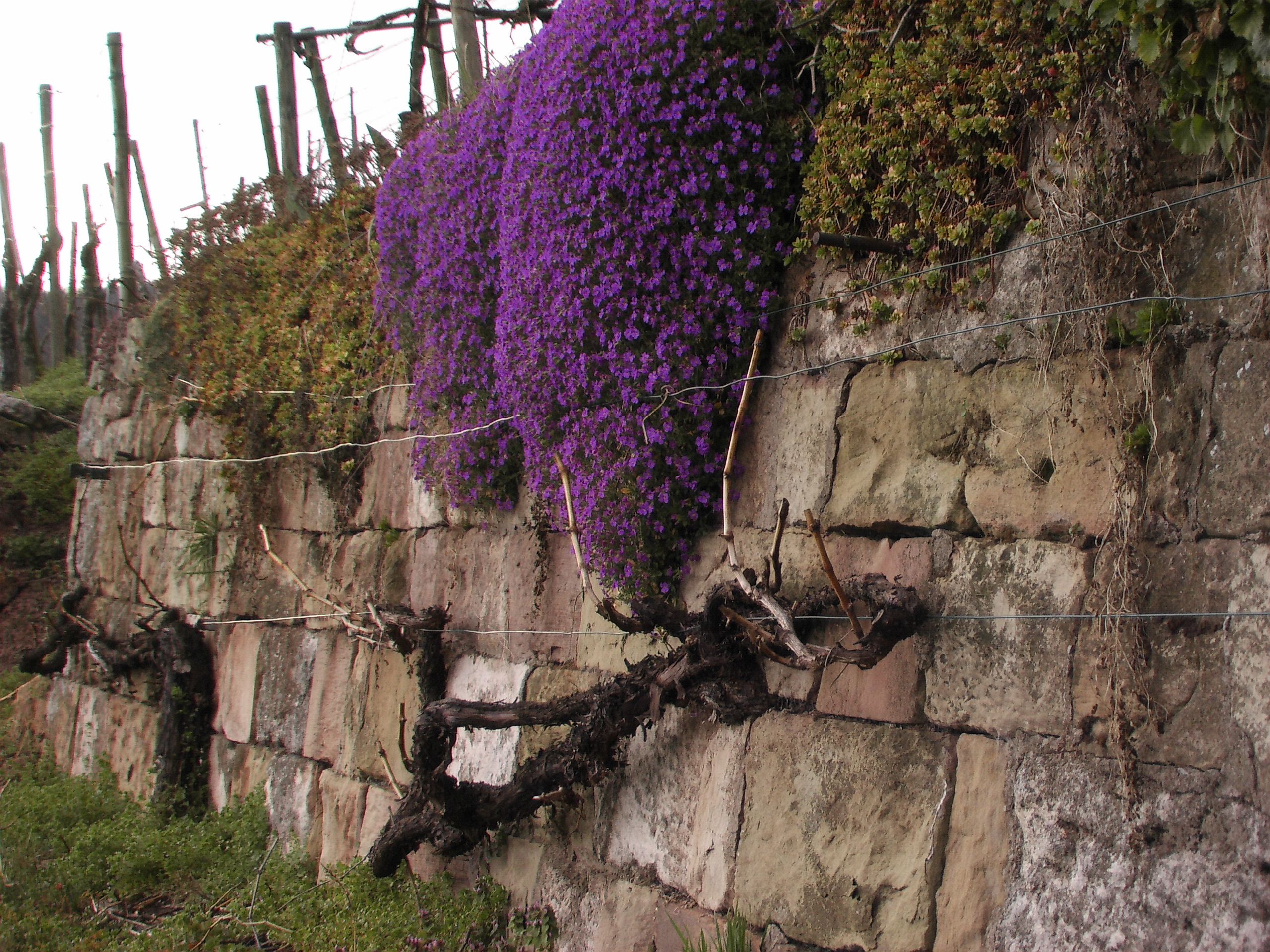
Trockenmauer
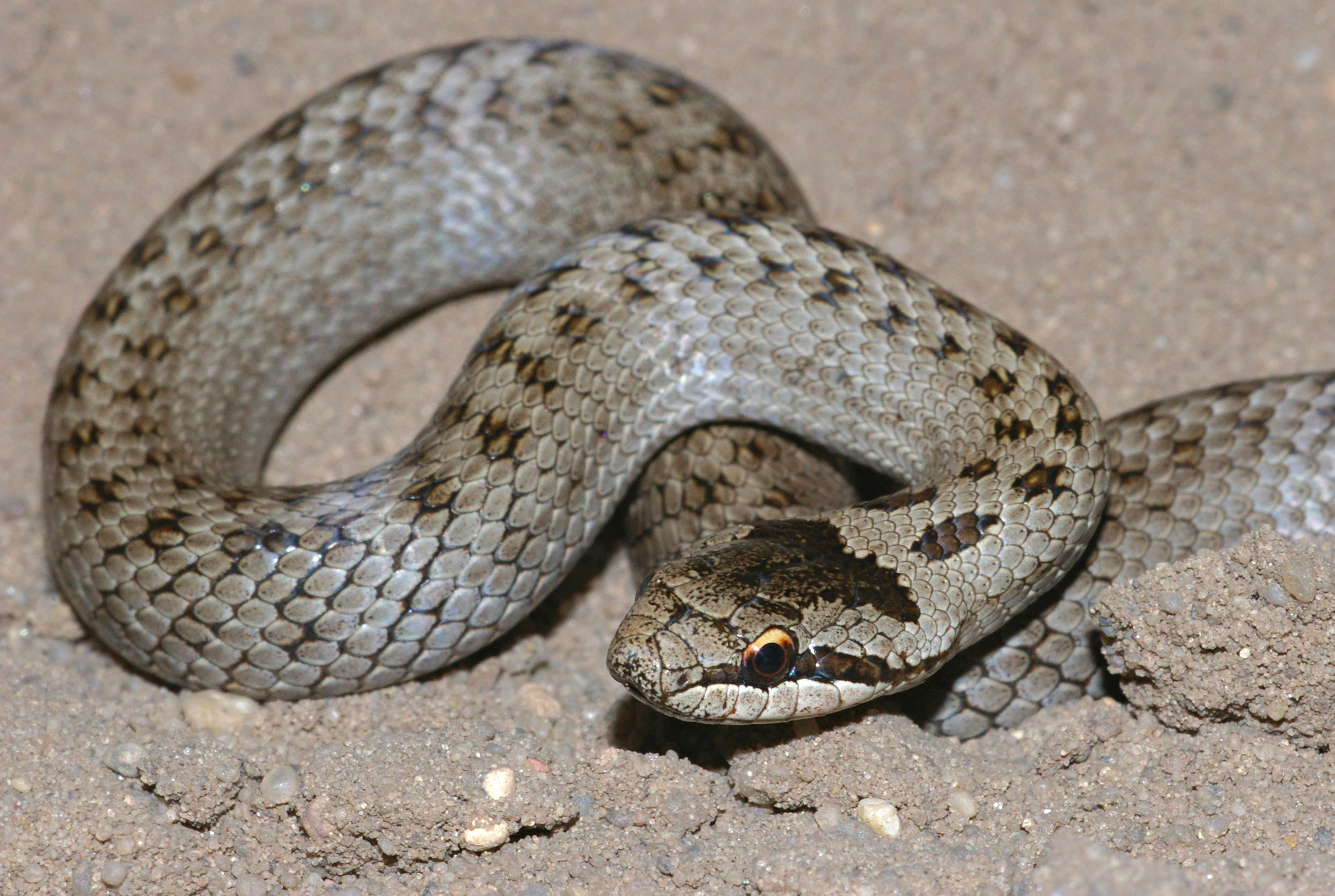
Schlingnatter
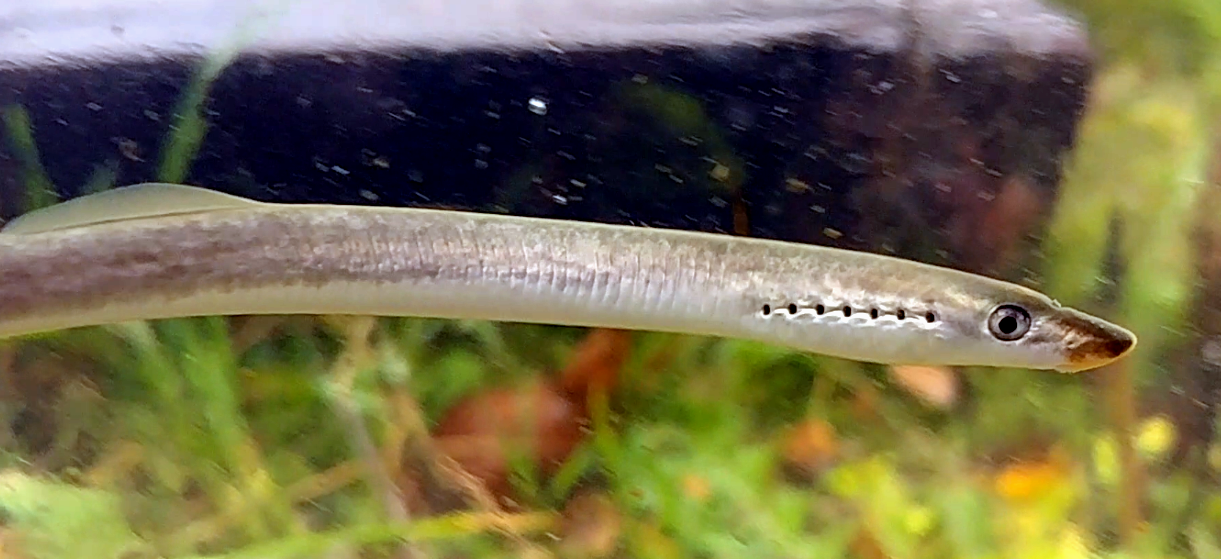
Bachneunauge
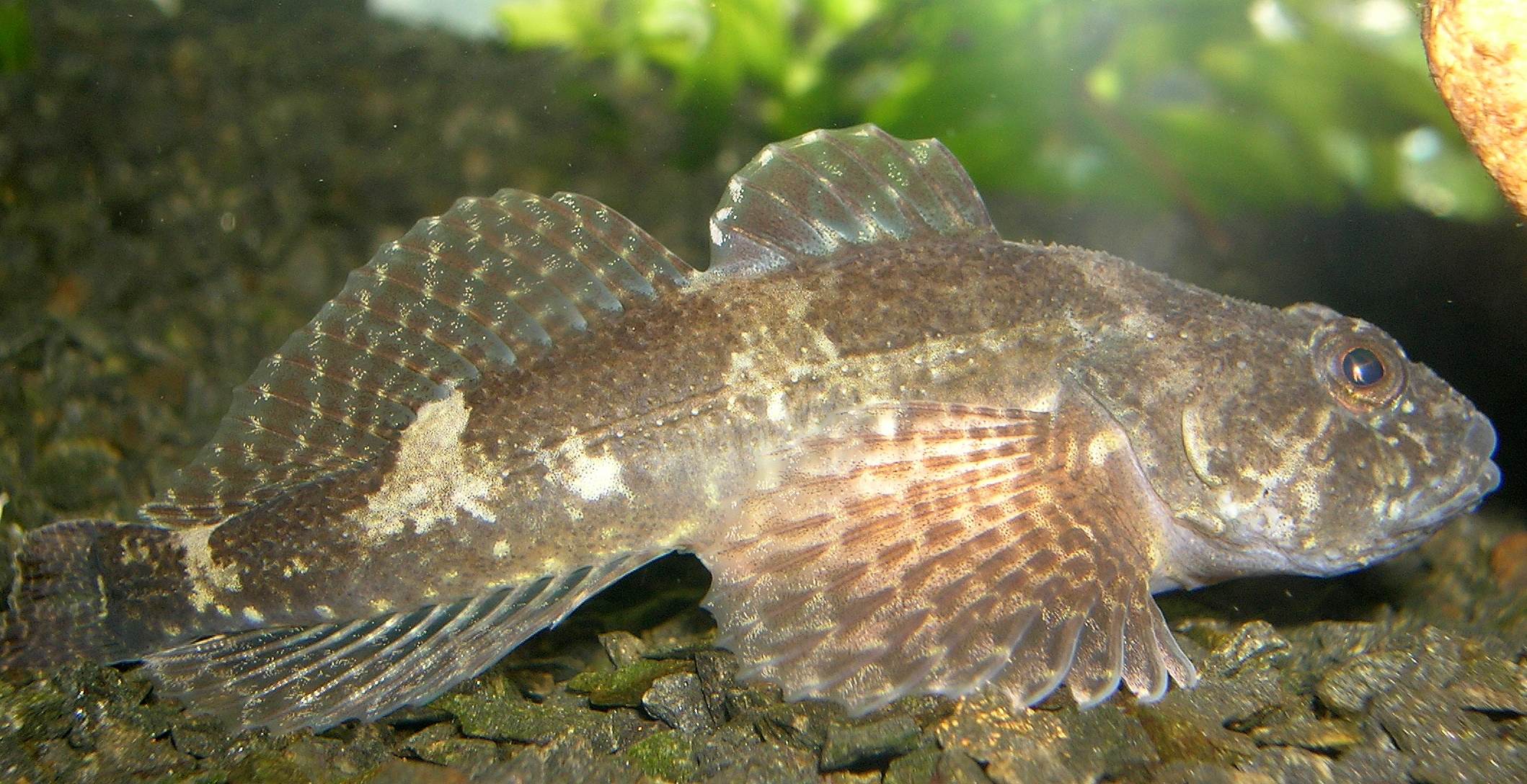
Groppe
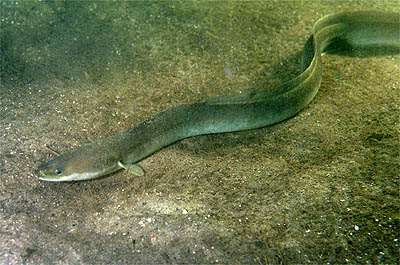
Aal